# Diwakar
Dhivagar Santhosh, también conocido como Diwakar (Chennai, Tamil Nadu; 26 de enero de 1990), es un cantante de playback indio, que ha interpretado temas musicales cantados en vivo y además ganador de un título de un reality show más popular del sur de India llamado "Airtel Super Singer" – temporada 4, producido por Star Vijay.

## Carrera
Diwakar aspiraba en convertirse en un cantante desde su infancia. Se reunió pidiendo a los músicos para que le den varias oportunidades para convertirse en cantante, aunque en sus inicios en la música terminó sin éxito en la mayoría de los casos. Debido a su difícil situación financiera, Diwakar no perdió la oportunidad de volver de aprender música nuevamente.
Diwakar participó en varios concursos musicales en canales de televisión del sur de India como Zee Tamil, Jaya TV, Raj TV y Sun TV,  antes de ingresar al "Airtel Super Singer", un programa de espectáculo en Star Vijay, que más adelante se hizo popular en la India y en el extranjero. Tras participar en el "Airtel Super Singer", su carrera como cantante comenzó en diciembre del 2012. Luego pasó a recibir buenas críticas por parte de los músicos reconocidos como SP Balasubramaniam, TL Maharajan, SP Sailaja, LR Eswari, MS Viswanathan, Usha Uthup, Vani Jairam, P. Susheela, S. Janaki y de los tres jueces principales como Srinivas, Unni Krishnan y Sujatha y los jueces a tiempoy parcial como Mano, Vijay Prakash, Malgudi Subha.
Durante la competición, en una de las rondas, el ganador del Oscar, el reconocido director musical A.R. Rahman, se quedó impresionado por su voz y su talento e hizo una petición especial para Diwakar, para cantar otra canción. Diwakar fue el primero en ingresar al Top 30 durante la competencia. En la gran final, que tuvo lugar el 1 de febrero de 2014, los finalistas tuvieron que interpretar dos canciones distintas cada uno, una canción de estilo libre, Diwakar comenzó a interpretar un tema musical movido y pegadiza titulado "Hamma Hamma" para una película titulada "Bombay".

## Vida personal
Diwakar nació en Chennai, el 26 de enero de 1990, sus padres son Ragini y Santhosh Kumar. Él tiene dos hermanos mayores llamados Murali y Ravikumar. realizó sus estudios en el Government ADW Boys Higher Secondary School, Vadagarai, Red Hills, Chennai, en Chennai y completó su educación universitaria en el JAI Agarsen College, Madavaram, también en Chennai.

## Filmografía
| Año  | Título de la canción | Película  | Idioma | Director musical | Co-intérpretes       |
| ---- | -------------------- | --------- | ------ | ---------------- | -------------------- |
| 2014 | Nenjukulla Nee       | Vadacurry | Tamil  | Vivek-Mervin     | Vijay Prakash, Ajesh |
| 2014 | Kannoramai           | Kalkandu  | Tamil  | Kannan           | Solo                 |

## Álbumes de películas
| Año  | Canción                             | Compositor            | Nombre del álbum        |
| ---- | ----------------------------------- | --------------------- | ----------------------- |
| 2014 | Chennaiyile - The Rhythm of Chennai | Ganesh Chandrasekaran | U - The Epitome of Love |
| 2014 | Kangal Rendum                       | Kousikan Sivanlingam  | Kousi’s Beginning       |